# Ева Вишневська
Ева Марія Вишневська (пол. Ewa Maria Wiśniewska; нар. 25 квітня 1942 року, Варшава, Польща) — польська акторка театру і кіно.

## Життєпис
У 1959 році, будучи студенткою Liceum im. Ева Вишневська, перемогла в конкурсі «Красиві дівчата — для екранів!», організованому журналом «Кіно». У 1963 році закінчила PWST у Варшаві. У 1964—1974 роках була акторкою Народного театру, в 1974—1977 роках — Театру Квадрат, а в 1977—1983 роках — Нового театру. Працює запрошеною виконавицею у Театрі презентації сцени у Варшаві.

## Нагороди
У 1979 році вона була нагороджена Срібним Хрестом За заслуги. З 1983 року виступає в театрі імені Атенема. У 1987 році вона отримала нагороду «Золота качка» за 1986 рік у категорії: найкраща польська актриса. У 1987 році на 17-й LLF у Лагуві їй було присвоєно звання «Зірка кіносезону». У 2004 році вона отримала нагороду за найкращу жіночу роль Фелікса Варшавського за ролі матері, тітки, королеви та графині у Блондзені в Національному театрі.
Рішенням Президента Республіки Польща від 18 лютого 2003 року була нагороджена лицарським хрестом Ордена Polonia Restituta за видатний внесок у польську культуру, за досягнення у художній творчості.
Її сестра — акторка Малгожата Німірська.

## Вибрана фільмографія
- 1956 — Канал / Kanał
- 1960 — Косоглазе щастя / Zezowate szczęście
- 1963 — Дівчина з банку (Преступник и девушка) / Zbrodniarz i panna
- 1964 — Життя ще раз / Życie raz jeszcze
- 1964 — Закон і кулак / Prawo i pięść
- 1965 — Три кроки по землі / Trzy kroki po ziemi
- 1965 — Один в місті / Sam pośród miasta
- 1967 — Замерзлі блискавки[de] / Die gefrorenen Blitze (НДР)
- 1967 — Ставка більша за життя / Stawka większa niż życie (лише у 5-ій серії)
- 1969 — Тільки загиблий відповість / Tylko umarły odpowie
- 1970 — Доктор Ева / Doktor Ewa (телесериал)
- 1971 — Діамант Раджі (телефільм) — леді Клара Венделер
- 1973 — Велика любов Бальзака / Wielka miłość Balzaka
- 1973 — Яношик / Janosik (телесеріал)
- 1977 — Лялька / Lalka (телесеріал)
- 1978 — Мертві кидають тінь / Umarli rzucają cień
- 1978 — Роман і Магда / Roman i Magda
- 1978 — Хелло, Шпіцбрудка / Hallo Szpicbródka
- 1978 — Що ти мені зробиш, коли зловиш / Co mi zrobisz jak mnie złapiesz
- 1981 — Великий пікнік / Wielka majówka
- 1982 — Аліса[en]
- 1982 — Відплата / Odwet
- 1986 — Чужинка / Cudzoziemka
- 1999 — Вогнем і мечем / Ogniem i mieczem
- 2002 — Відьмак / Wiedźmin
- 2003 — Давня легенда / Stara baśń. Kiedy słońce było bogiem
- 2011 — Варшавська битва. 1920 / 1920 Bitwa Warszawska
- 2012 — П'ята пора року / Piąta pora roku

## Визнання
- 1979 — Срібний Хрест Заслуги.
- 1988 — Золотий Хрест Заслуги.
- 2007 — Срібна медаль медаль «За заслуги в культурі Gloria Artis».